# 圣日耳曼 (奥布省)
圣日耳曼（法語：Saint-Germain，法語發音：[sɛ̃ ʒɛʁmɛ̃]）是法国奥布省的一个市镇，位于该省中南部，属于特鲁瓦区和特鲁瓦香槟都会城市圈公共社区，其市镇面积为13.8平方公里，2022年1月1日时人口数量为2,402人。
圣日耳曼是特鲁瓦香槟都会城市圈公共社区的组成部分，位于特鲁瓦市区以南6.6公里。

## 行政
圣日耳曼的邮政编码为10120，INSEE市镇编码为10340。

## 地理

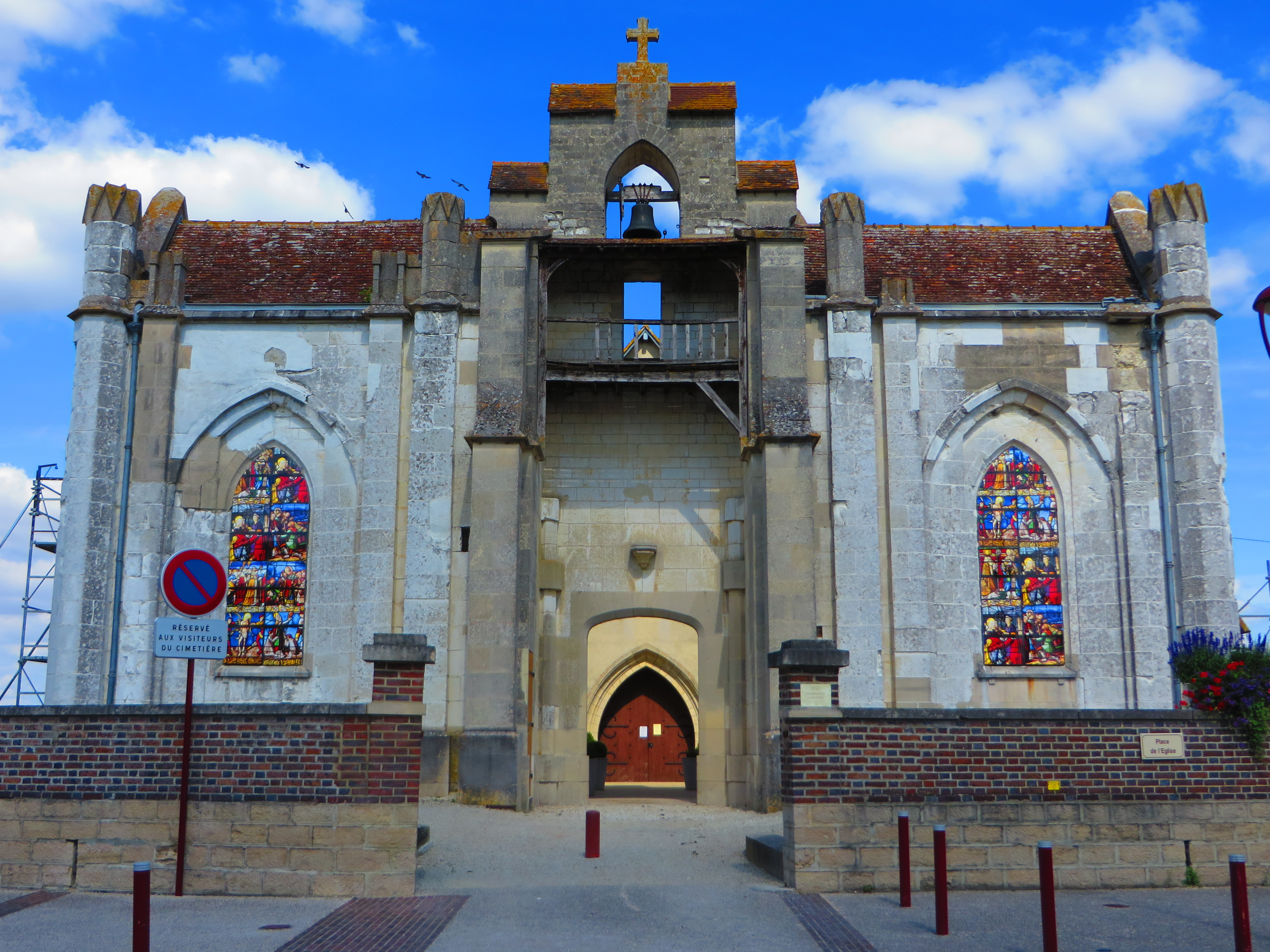
圣日耳曼教堂

圣日耳曼（48°15'28"N, 4°1'55"E）位于法国中北部偏东，大东部大区西南部和奥布省中部偏南。
与圣日耳曼接壤的市镇包括：莱讷欧布瓦、普吕尼、拉里维耶尔德科尔、特鲁瓦附近罗西耶尔、圣安德烈莱韦尔热、特鲁瓦附近圣莱热、圣普昂日、托尔维利耶。
圣日耳曼属于塞纳河流域，特里福瓦河流经境内，境内地势平坦。
按照柯本气候分类法，圣日耳曼属于温带海洋性气候，全年温差较小，降水分布均匀。

## 历史
圣日耳曼历史上长期为一普通村落，中世纪时是诺南圣母修道院的领地，法国大革命后建立市镇。20世纪80年代后人口开始扩张。

## 交通
法国国道N77线和奥布省省道D83线、D94线、D141线经过圣日耳曼境内。法国A5高速公路经过境内但未设出入口。
特鲁瓦公交5路经过圣日耳曼境内。

## 政治
现任圣日耳曼市长为马克西姆·迪萨克先生（Maxime Dusacq）。

## 人口
| 年份   | 1936 | 1946 | 1954 | 1962 | 1968 | 1975 | 1982  | 1990  | 1999  | 2004  | 2009  | 2014  | 2018  |
| ------ | ---- | ---- | ---- | ---- | ---- | ---- | ----- | ----- | ----- | ----- | ----- | ----- | ----- |
| 人口數 | 438  | 447  | 511  | 449  | 564  | 985  | 1,116 | 1,763 | 2,152 | 2,270 | 2,279 | 2,294 | 2,289 |

## 社会
圣日耳曼境内有一处多媒体中心和一处开放式足球场，同时还有多处体育设施。